# Someday I'll Be Saturday Night
Someday I'll Be Saturday Night è una canzone dei Bon Jovi, scritta da Jon Bon Jovi, Richie Sambora e Desmond Child. È stata estratta come secondo singolo dal primo Greatest Hits del gruppo, Cross Road, nel febbraio del 1995. Si tratta di una delle due tracce inedite del disco, l'altra è Always. Ha raggiunto il settimo posto della Official Singles Chart nel Regno Unito.

## Informazioni sulla canzone
Il testo della canzone vuole essere un invito ad essere ottimisti di fronte alle avversità. La prima strofa introduce i personaggi di Jim, un ragazzo che lotta duramente per trovare un posto di lavoro ed è costretto a dormire nella sua auto, e di Billy Jean, una ragazza che è stata più volte abusata sessualmente dal suo padre adottivo e si è rivolta alla prostituzione all'età di sedici anni, in lutto per la perdita della sua infanzia, come spiegato nel verso: "the street-life ain't much better, but at least I'm getting paid" ("la vita da strada non è molto meglio, ma almeno qui vengo pagata").
Il coro del brano fa riferimento alla vita, alla fortuna e alla sopravvivenza, in attesa di momenti migliori (quest'ultimo visto nel cosiddetto "Saturday Night", ovvero sabato sera).

## Esibizioni dal vivo
Someday I'll Be Saturday Night è ritenuta una delle canzoni preferite dai fan dei Bon Jovi, e per questo la band l'ha spesso suonata durante i propri concerti. A dimostrazione di ciò, durante l'esibizioni del brano dal vivo, il pubblico ha spesso partecipato con diversi cori e applausi. Una performance live del pezzo è presente nel primo album live del gruppo, One Wild Night Live 1985-2001, in cui Jon Bon Jovi canta l'intro lentamente, incoraggiando la gente lì presente a partecipare. Tale versione dispone anche di un intermezzo prolungato. Durante il Lost Highway Tour, la canzone è stata suonata in una versione più vicina alla registrazione originale in studio, mentre nel successivo The Circle Tour si è ritornati ad una versione più lenta in stile acustico. È stata anche eseguita in alcune date del Because We Can - The Tour, sia con l'arrangiamento acustico che con quello originale.

## Video musicale
Il video musicale della canzone mostra pienamente l'intero significato della canzone stessa in generale, dal momento che vi appaiono i due protagonisti citati nel brano, Jim e Billy Jean, insieme ad altri vari personaggi. In alcune scene del video, fa la sua comparsa anche Jon Bon Jovi mentre legge un giornale seduto in un bar (riprendendo l'immagine utilizzata per la copertina di Cross Road). Alla fine, Jon incontra gli altri membri del gruppo.

## Tracce
Versione britannica
1. Someday I'll be Saturday Night - 4:39 (Jon Bon Jovi, Richie Sambora, Desmond Child)
2. Always (Live) - 5:52 (Bon Jovi)

Versione tedesca
1. Someday I'll be Saturday Night - 4:39 (Bon Jovi, Sambora, Child)
2. Good Guys Don't Always Wear White - 4:27 (Bon Jovi, Sambora)
3. With a Little Help from My Friends (Live) - 6:14 (John Lennon, Paul McCartney)
4. Always (Live) - 5:52 (Bon Jovi)

Musicassetta
1. Someday I'll Be Saturday Night - 4:39 (Bon Jovi, Sambora)
2. Always (Live) - 5:52 (Bon Jovi)

Maxi singolo
1. Someday I'll be Saturday Night - 4:39 (Bon Jovi, Sambora, Child)
2. Good Guys Don't Always Wear White - 4:27 (Bon Jovi, Sambora)
3. Always (Live) - 5:52 (Bon Jovi)
4. Someday I'll Be Saturday Night (Live) - 4:46 (Bon Jovi, Sambora, Child)

Le tracce dal vivo sono state registrate al St. Denis Theatre di Montréal, in Canada, il 6 dicembre 1994.

## Lato B
La canzone Good Guys Don't Always Wear White è presente nella colonna sonora del film Sonny & Pepper: Due irresistibili cowboy. Nonostante sia stato girato anche un video musicale, la traccia non venne mai pubblicata come singolo. Oltre che come lato B di Someday I'll Be Saturday Night, il brano è stato inserito nel CD bonus dell'edizione speciale della raccolta Cross Road e nel box set 100,000,000 Bon Jovi Fans Can't Be Wrong.

## Classifiche
| Classifica (1995) | Posizione massima |
| ----------------- | ----------------- |
| Australia         | 10                |
| Belgio (Fiandre)  | 26                |
| Belgio (Vallonia) | 26                |
| Canada            | 18                |
| Finlandia         | 4                 |
| Germania          | 37                |
| Irlanda           | 6                 |
| Norvegia          | 20                |
| Nuova Zelanda     | 45                |
| Paesi Bassi       | 17                |
| Regno Unito       | 7                 |
| Svizzera          | 11                |